# Prunus zhengheensis
Prunus zhengheensis — вид квіткових рослин із підродини мигдалевих (Amygdaloideae).

## Біоморфологічна характеристика
Це листопадне дерево, яке може вирости 35–40 метрів у висоту. 

## Поширення, екологія
Ендемік Китаю (північний Фуцзянь). Населяє гірські райони; на висотах від 700 до 1000 метрів.

## Використання
Рослина збирається з дикої природи для місцевого використання як їжа та джерело матеріалів. Плоди їдять сирими чи приготовленими. Соковитий м'якуш має солодкий смак. Насіння має гіркий присмак, багате олією та білком. З листя можна отримати зелений барвник. З плодів можна отримати барвник від темно-сірого до зеленого. Олія, отримана з насіння, придатна для використання в легкій промисловості. Високоякісна деревина використовується в комерційних цілях.